# Josef Martínez
Josef Alexander Martínez Mencia (født d. 19. maj 1993), er en venezuelansk professionel fodboldspiller, som spiller for Major League Soccer-klubben Inter Miami og Venezuelas landshold.

## Klubkarriere

### Caracas
Martínez begyndte sin karriere med Caracas FC i hans hjemland, hvor han gjorde sin professionelle debut i 2010.

### Young Boys
Martínez skiftede i januar 2012 til schweiziske BSC Young Boys. Efter 1 sæson hos Young Boys, blev han i juli 2013 udlejet til FC Thun.

### Torino
Martínez imponerede på lån hos Thun, og i juni 2014 blev han købt af Torino FC. Det lykkedes dog ikke Martínez at slå igennem i hans 2,5 år hos Torino, hvor han aldrig scorede mere end 3 ligamål i en sæson.

### Atlanta United
Martínez blev i februar 2017 udlejet til Atlanta United med en mulighed for at gøre aftalen permanent. I kun sin anden kamp for klubben scorede han sit første hattrick, da han scorede 3 mål i en 1-6 sejr over Minnesota United. Efter en fantastisk start, hvor han scorede 5 mål på sine første 3 kampe, valgte Atlanta at gøre skiftet permanent.
Den 21. juli 2018 scorede Martínez sit 6. hattrick i MLS, hvilke satte en ny rekord med flest hattrick for en enkelt spiller i MLS historie. Martínez satte den rekord efter kun have spillet 44 kampe i ligaen. I 2018 sæsonen scorede han 28 sæsonmål hvilke var en ny rekord for flest mål i en MLS sæson. Han blev efter sin rekordsættende sæson kåret som ligaens bedste spiller.
I 2019 sæsonen scorede Martínez i 15 kampe i streg, som også var en ny MLS rekord.
De sidste år af hans tid hos klubben, var dog ikke så gode som hans første. Han missede hele 2020 sæsonen efter han fik en knæskade i åbningskampen af sæsonen. Han vendte tilbage til holdet i 2021 sæsonen, men havde meget begrænset spilletid på grund af uenigheder med træner Gabriel Heinze. 2022 sæsoner, trods Heinze havde stoppet som træner, var ikke meget bedre for Martínez.

### Inter Miami
Martínez skiftede i januar 2023 til Inter Miami.

## Landsholdskarriere

### Ungdomslandshold
Martínez har repræsenteret Venezuela på U/20-niveau.

### Seniorlandshold
Martínez debuterede for Venezuelas landshold den 7. august 2011. Han har været del af Venezuelas trupper til Copa América i 2015, Centenario, 2019 og 2021.

## Titler
Atlanta United
- MLS Cup: 1 (2018)
- U.S. Open Cup: 1 (2019)
- Campeones Cup: 1 (2019)

Individual
- MLS Årets hold: 3 (2017, 2018, 2019)
- MLS Årets spiller: 1 (2018)
- MLS Gyldne støvle: 1 (2018)
- MLS All-Star: 1 (2018, 2019)